# Wicehrabia
Wicehrabia – tytuł feudalny i arystokratyczny, początkowo odnoszący się do rodziny hrabiowskiej z prawem primogenitury, gdzie tytuł hrabiego przypada najstarszemu członkowi rodu, a wtedy tytuł wicehrabiego przypada jego synowi. Z czasem zaczęto go nadawać bez tego założenia (np. w Anglii), powstawały też niezależne dziedziczne wicehrabstwa (we Francji).

## Występowanie
Tytuł wicehrabiego funkcjonował we Francji (vicomte), i funkcjonuje nadal w Wielkiej Brytanii (viscount) jako samodzielny tytuł arystokratyczny, nadawany rodzinom bez tytułu hrabiowskiego. Pierwszy raz nadany we Francji w 819 r., przez Normanów wprowadzony w Anglii, później przyjęty także m.in. w Hiszpanii, Portugalii, Włoszech, Belgii, Holandii. Mniej popularny był w państwach niemieckich (Vizegraf)
W Polsce tytuł wicehrabiego był niepraktykowany, wszyscy członkowie danego rodu hrabiowskiego tytułowali się hrabią niezależnie od wieku i pozycji w rodzinie. Rzadko również używany w Niemczech, Austrii i Rosji.

## Ród Visconti
Od tytułu wicehrabiego pochodzi nazwisko rodu panującego m.in. w latach 1277-1447 w Mediolanie – Visconti.

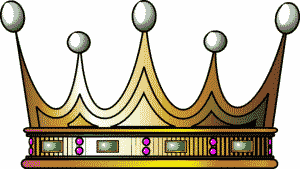
Francuska korona wicehrabiego (vicomte)
Angielska korona wicehrabiego (viscount)
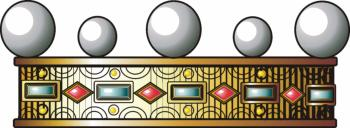
Włoska korona wicehrabiego (visconte)
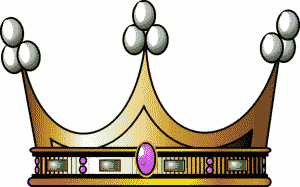
Belgijska korona wicehrabiego (vicomte)